# Pousada (Pastoriza)
Pousada (llamada oficialmente Santa Catarina de Pousada) es una parroquia española del municipio de Pastoriza, en la provincia de Lugo, Galicia.

## Otras denominaciones
La parroquia también es conocida por el nombre de Santa Catalina de Pousada.

## Organización territorial
La parroquia está formada por nueve entidades de población:
- Alto (O Alto)
- Casanova (A Casanova)
- Fontes (As Fontes)
- Orxas (Orxás)
- Outeiro (O Outeiro)
- Penacorveira (Pena Corveira)
- Portela
- Vilagromar (Vilagormar)
- Vilar (O Vilar)

## Demografía
| Gráfica de evolución demográfica de Pousada entre 2000 y 2020 |
|                                                               |
| Datos según el nomenclátor publicado por el INE.              |